# Krisztina Sereny
Krisztina Sereny (ur. 6 sierpnia 1976 roku w Budapeszcie)– zawodniczka fitness, kulturystka pochodząca z Budapesztu. Pojawiła się w licznych magazynach fitness, m.in. Oxygen. W roku 2003 stała się pierwszą członkinią federacji IFBB (International Federation of BodyBuilders), która pojawiła się na rozkładówce do Playboya (wzięła udział w sesji do węgierskiej edycji pisma). Ma 178 cm wzrostu.

## Osiągi
- 1998:
  - IFBB Hungarian Championship – IV m-ce
  - NABBA Hungarian Championship – II m-ce
  - IFBB Hungarian Cup – I m-ce
- 1999:
  - IFBB Hungarian Championship – II m-ce
  - IFBB Austrian International Championship – I m-ce
  - IFBB Burizer Cup (udział)
- 2000:
  - IFBB Slovakian International Championship – III m-ce
  - IFBB HPLBF. Burizer Cup – III m-ce
- 2001:
  - IFBB Pro Fitness European Cup – VIII m-ce
- 2003:
  - WABBA European Championship – VI m-ce
  - WABBA World Championship – VII m-ce
- 2004:
  - WABBA European Championship – I m-ce
- 2007:
  - NAC World Championship – I m-ce[2]